# Nikolaj Kardasjov
Nikolaj Semjonovitsj Kardasjov (Russisch: Никола́й Семёнович Кардашёв) (Moskou, 25 april 1932 - 3 augustus 2019) was een Russisch astrofysicus.
Kardasjov studeerde in 1955 af op de staatsuniversiteit van Moskou, waarna hij aan het Sternberg astronomisch instituut in 1962 zijn doctorsgraad behaalde. In 1963 onderzocht hij de CTA-102-quasar, waarbij hij bedacht dat eventuele buitenaardse beschavingen misschien wel veel geavanceerder zouden zijn dan de Aardse samenleving. Hij stelde de schaal van Kardasjov op, om zulke beschavingen te kunnen indelen.
Hij werd in 1976 lid van de astrofysica-afdeling van de Russische Academie van Wetenschappen (Российская академия наук, afgekort РАН) in Moskou en in 1994 werd hij volwaardig lid.